# Jaap Stam
Jakob „Jaap“ Stam anhörenⓘ (* 17. Juli 1972 in Kampen) ist ein ehemaliger niederländischer Fußballspieler und jetziger -trainer. Von Mai 2020 bis Ende September 2021 war er Cheftrainer des FC Cincinnati.

## Spielerkarriere

### Im Verein
Jaap Stam wurde in Kampen, einer Stadt in der Provinz Overijssel, geboren und begann seine fußballerische Laufbahn in der Jugendabteilung des DOS Kampen. Mit 20 Jahren wechselte er zum FC Zwolle, der zu dieser Zeit in der zweitklassigen Eerste Divisie spielte. Nach nur einer Saison (1992/93) zog es ihn zum SC Cambuur, wo der großgewachsene und robuste Verteidiger zwei Jahre lang aktiv war. In der Hinrunde der Saison 1995/96 spielte Stam für Willem II Tilburg, bevor er im Winter zum Spitzenklub PSV Eindhoven wechselte. Dort gelang ihm der entscheidende Durchbruch, und er etablierte sich als Nationalspieler. Stam zeichnete sich durch seine physische Präsenz aus, ging jedoch oft nur knapp an der Grenze des Erlaubten entlang – überschritt diese aber selten. Der schnelle, kopfballstarke Abwehrspieler verursachte nur wenige Freistöße und entwickelte sich zu einem begehrten Akteur auf internationaler Ebene. Unter Trainer Dick Advocaat gewann er 1996 den KNVB-Pokal und holte 1996/97 die niederländische Meisterschaft. Stam bildete mit dem erfahrenen Stan Valckx ein starkes Innenverteidige-Duo und wurde 1997 für seine herausragenden Leistungen als Fußballer des Jahres der Niederlande ausgezeichnet.
Im Sommer 1998 wechselte Jaap Stam zu Manchester United. Mit einer Ablösesumme von umgerechnet 34,5 Millionen D-Mark wurde er zum bis dahin teuersten Abwehrspieler der Welt. Trainer Alex Ferguson setzte von Anfang an auf den robusten und kompromisslosen Innenverteidiger, der aufgrund seiner guten Zweikampfführung und Kopfballstärke den Spitznamen „The Wall“ („Die Mauer“) erhielt. Bereits in seiner ersten Saison (1998/99) gewann Stam mit United das legendäre Triple aus Premier-League-Meisterschaft, FA Cup und Champions League. Er absolvierte in dieser Spielzeit 50 Pflichtspiele und gehörte damit – neben Spielern wie Peter Schmeichel, Roy Keane, David Beckham und Dwight Yorke – zu den festen Größen im Team. Auch in den folgenden beiden Spielzeiten (1999/2000 und 2000/01) gewann Stam mit Manchester United die englische Meisterschaft und war ein zentraler Bestandteil der Mannschaft. Für seine guten Leistungen wurde er zweimal in Folge als bester Verteidiger bei den UEFA Club Football Awards ausgezeichnet und dreimal in das PFA Team of the Year gewählt. Trotz der sportlichen Erfolge kam es jedoch zum Zerwürfnis mit dem autoritären Ferguson, der Stam im August 2001 überraschend an Lazio Rom verkaufte. Im Jahr 2010 räumte Ferguson ein, dass er diesen Transfer rückblickend bereute. Insgesamt bestritt Jaap Stam 127 Pflichtspiele (1 Tor) für Manchester United.
Lazio-Präsident Sergio Cragnotti, der in den Jahren zuvor bereits massiv in den Kader investiert hatte, ließ sich Stams Verpflichtung 53 Millionen D-Mark kosten. Doch bereits im November 2001 wurde der Niederländer positiv auf das anabole Steroid Nandrolon getestet, woraufhin der italienische Verband ihn für fünf Monate sperrte. In den folgenden Jahren geriet Lazio Rom zunehmend in finanzielle Schwierigkeiten. Zahlreiche Leistungsträger mussten verkauft werden, und der Klub verlor den Anschluss an die Spitzenteams der Serie A. Stams einziger Titel während seiner Zeit in der italienischen Hauptstadt blieb der Gewinn der Coppa Italia im Jahr 2004.
Am 12. Juni 2004 wechselte Jaap Stam für 10,5 Millionen Euro innerhalb der Serie A zum amtierenden italienischen Meister AC Mailand. Bei den „Rossoneri“ bildete er gemeinsam mit den Weltklasse-Verteidigern Paolo Maldini, Alessandro Nesta und Cafu eine hochkarätig besetzte Viererkette. Trainer Carlo Ancelotti setzte Stam häufig als rechten Außenverteidiger ein – eine für ihn ungewohnte Position, auf der er sich jedoch schnell zurechtfand. Bereits in seiner ersten Saison mit Milan stand Stam im Finale der UEFA Champions League 2004/05. In einem der denkwürdigsten Endspiele der Wettbewerbsgeschichte führte der favorisierte AC Mailand zur Halbzeit mit 3:0 gegen den FC Liverpool, ehe die Engländer ausgleichen konnten und das Spiel im Elfmeterschießen für sich entschieden.

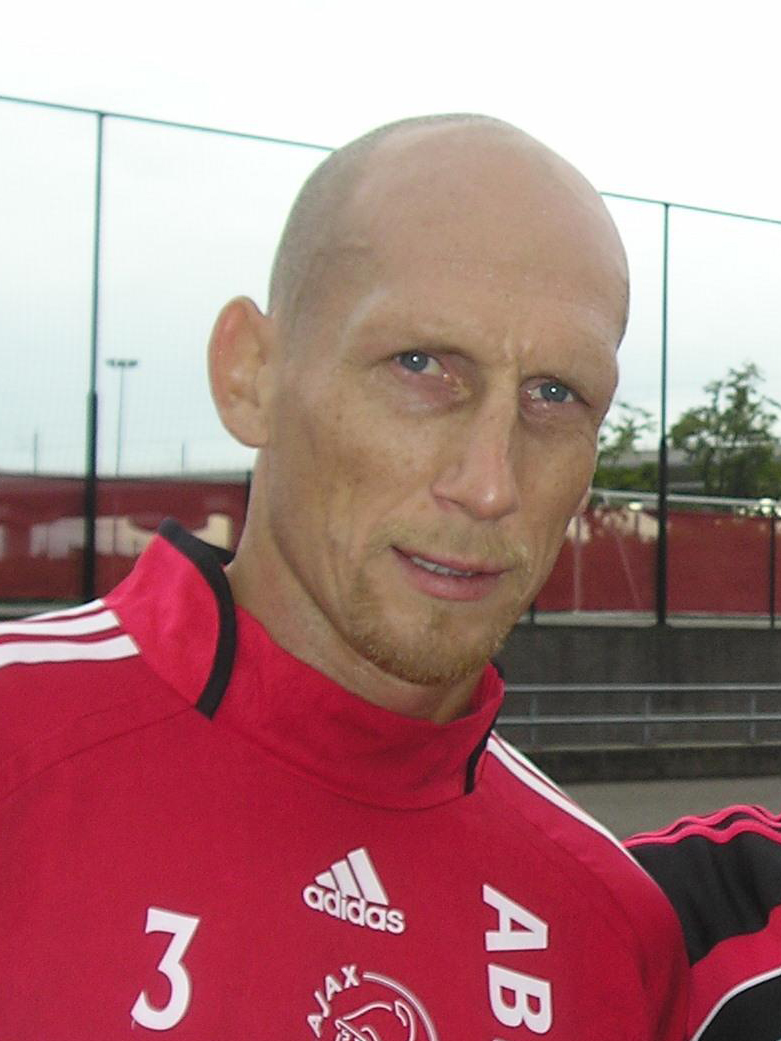
Stam als Ajax-Profi

Nach insgesamt acht Jahren im Ausland kehrte Stam im Sommer 2006 in seine niederländische Heimat zurück und unterschrieb einen Zweijahresvertrag bei Ajax Amsterdam. Der mittlerweile 33-jährige Abwehrspieler sollte der jungen Ajax-Mannschaft mit seiner Erfahrung Stabilität und Führung verleihen. Trotz nachlassender Grundschnelligkeit gelang ihm das zumindest phasenweise. Vor Beginn der Saison 2007/08 musste Stam in der Sommerpause von den Vereinsverantwortlichen zum Verbleib überredet werden. In der Folgezeit häuften sich jedoch Verletzungen, und auch die öffentliche Kritik nahm zu. Am 29. Oktober 2007 löste Stam schließlich seinen Vertrag vorzeitig auf und beendete seine aktive Karriere.

### In der Nationalmannschaft
Jaap Stam gab sein Debüt für die niederländische Nationalmannschaft am 24. April 1996 in einem Freundschaftsspiel gegen Deutschland, das mit 0:1 verloren ging. Zwar stand er kurz darauf im Kader für die Europameisterschaft 1996, kam dort jedoch nicht zum Einsatz. Sein erstes großes Turnier als Stammspieler absolvierte Stam bei der Weltmeisterschaft 1998 in Frankreich, wo er gemeinsam mit Frank de Boer das Abwehrzentrum der Elftal bildete. Die Niederlande erreichten das Halbfinale und belegten am Ende den vierten Platz. Auch bei der Europameisterschaft 2000, die in den Niederlanden und Belgien ausgetragen wurde, galt Oranje als einer der Topfavoriten. Doch erneut scheiterte das Team im Halbfinale – diesmal im Elfmeterschießen gegen Italien. Stam gehörte zu den Spielern, die ihren Strafstoß nicht verwandeln konnten.
Nach der EM 2004 erklärte Stam seinen Rücktritt aus der Nationalmannschaft. Insgesamt absolvierte er 67 Länderspiele und erzielte dabei drei Tore. Sein letzter Einsatz für die Elftal war die 1:2-Niederlage im Halbfinale gegen Gastgeber Portugal am 30. Juni 2004.

## Trainerkarriere
Nach dem Ende seiner aktiven Laufbahn kehrte Stam überraschend zu Manchester United zurück und wurde im Oktober 2008 Scout für Südamerika. Anschließend arbeitete er zweimal (2011/12 und 2013/14) als Assistenztrainer unter Frank de Boer bei Ajax Amsterdam. Von 2014 bis 2016 trainierte Stam die zweite Mannschaft Jong Ajax.
Von 2016 und 2018 versuchte sich Stam in England beim Zweitligisten FC Reading, mit dem ihm jedoch der Aufstieg in die Premier League nicht gelang. Nach nur einem Sieg in 18 Spielen wurde er schließlich im März 2018 von seinen Aufgaben entbunden.
Im Dezember 2018 stellte der niederländische Erstligist PEC Zwolle, seine erste Station als Profispieler, Stam als neuen Trainer für die im Januar 2019 beginnende Rückrunde als Nachfolger des entlassenen John van ’t Schip vor.
Am 1. Juni 2019 übernahm Stam beim Eredivisie-Klub Feyenoord Rotterdam das Amt des Cheftrainers von Giovanni van Bronckhorst. Am 28. Oktober 2019 trat er zurück, einen Tag zuvor hatte das Team mit 0:4 gegen den Erzrivalen Ajax Amsterdam verloren.
Das US-amerikanische MLS-Franchise FC Cincinnati stellte den Niederländer innerhalb der aufgrund der COVID-19-Pandemie angeordneten Saisonpause Ende Mai 2020 als neuen Cheftrainer vor.

## Erfolge und Auszeichnungen

### Vereinserfolge

#### PSV Eindhoven
- Niederländischer Meister: 1996/97

- Niederländischer Pokalsieger: 1996

- Johan-Cruyff-Schaal (2): 1997, 1998

#### Manchester United
- Englischer Meister (3): 1998/99, 1999/2000, 2000/01

- FA Cup-Sieger: 1999

- UEFA Champions League: 1999

- Weltpokalsieger: 1999

#### Lazio Rom
- Italienischer Pokalsieger: 2004

#### AC Mailand
- Italienischer Supercup: 2004

#### Ajax Amsterdam
- Niederländischer Pokalsieger: 2007

- Johan-Cruyff-Schaal (2): 2006, 2007

### Persönliche Ehrungen
- Fußballer des Jahres der Niederlande: 1997

- UEFA Verteidiger des Jahres (2): 1999, 2000

- PFA Team of the Year (3): 1998/99, 1999/2000, 2000/01

- ESM Team of the Year: 1998/99